# Lumumba (Zambia)
Lumumba è un ward dello Zambia, parte della Provincia di Copperbelt e del Distretto di Luanshya.